# Torno sabato
Torno sabato è stato un varietà televisivo italiano andato in onda in prima serata su Rai 1 dal 29 gennaio 2000 al 6 gennaio 2004 per tre edizioni con la conduzione di Giorgio Panariello e la partecipazione di Tosca D'Aquino e Paolo Belli.
In tutte e tre le edizioni ha partecipato anche l'attore Andrea Buscemi, nel ruolo di spalla di Panariello.

## Edizioni
| Edizione | Titolo                     | Messa in onda     | Messa in onda    | Puntate | Conduzione         | Presenze fisse | Presenze fisse | Sede                              | Abbinamento alla Lotteria Italia | Biglietti venduti (circa) | Regia           |
| Edizione | Titolo                     | Inizio            | Fine             | Puntate | Conduzione         | Presenze fisse | Presenze fisse | Sede                              | Abbinamento alla Lotteria Italia | Biglietti venduti (circa) | Regia           |
| -------- | -------------------------- | ----------------- | ---------------- | ------- | ------------------ | -------------- | -------------- | --------------------------------- | -------------------------------- | ------------------------- | --------------- |
| 1ª       | Torno sabato               | 29 gennaio 2000   | 19 febbraio 2000 | 4       | Giorgio Panariello | Paolo Belli    | Tosca D'Aquino | Teatro Verdi di Montecatini Terme | No                               | N.D.                      | Duccio Forzano  |
| 2ª       | Torno sabato - La Lotteria | 29 settembre 2001 | 6 gennaio 2002   | 15      | Giorgio Panariello | Paolo Belli    | Tosca D'Aquino | Varie                             | Sì                               | 17.800.000                | Stefano Vicario |
| 3ª       | Torno sabato...e tre       | 27 settembre 2003 | 6 gennaio 2004   | 15      | Giorgio Panariello | Paolo Belli    | Tosca D'Aquino | Varie                             | Sì                               | 16.400.000                | Stefano Vicario |

### Prima edizione (2000)
La prima edizione del programma è andata in onda al sabato sera, in prima serata su Rai 1, dal 29 gennaio al 19 febbraio 2000 per 4 puntate. Ad affiancare Giorgio Panariello c'erano l'attrice Tosca D'Aquino, il cantante Paolo Belli (nonché leader della sua Big Band, anch'essa presente in studio, con cui firma e interpreta la sigla Stai con me), Matilde Brandi come prima ballerina e la supermodella Nina Moric. Fu realizzata al Teatro Verdi di Montecatini Terme e la regia era curata da Duccio Forzano.
A distanza di diversi mesi, il 1º giugno dello stesso anno, viene mandata in onda una quinta puntata (ovvero un cosiddetto ''meglio di'' delle quattro precedentemente trasmesse) intitolata Torno come mai di giovedì.

#### Ascolti
| Puntata | Messa in onda    | Ospiti | Telespettatori | Share  | Fonte |
| ------- | ---------------- | --- | -------------- | ------ | ----- |
| 1       | 29 gennaio 2000  | Anna Oxa | 7 343 000      | 32,27% |       |
| 2       | 5 febbraio 2000  | Rita Pavone, Alexia, Gigi D'Alessio, Amii Stewart, Kid Creole, Erix Logan, California Dream Men, Massimo Olcese, Adolfo Margiotta |                |        | [ 2 ] |
| 3       | 12 febbraio 2000 | Pupo, Loretta Goggi, Gigi D'Alessio, Little Tony, Al Jarreau, Alice ed Ellen Kessler, Igor Sudarchikov                            |                |        | [ 3 ] |
| 4       | 19 febbraio 2000 | |                |        |       |

### Seconda edizione (2001-2002)
La seconda edizione era abbinata alla Lotteria Italia. Insieme a Panariello oltre a Tosca D'Aquino e Matilde Brandi vi erano anche Alena Šeredová e Anna Oxa. Questa edizione era itinerante ed ogni puntata era trasmessa da un palazzetto diverso. La regia passò da Duccio Forzano a Stefano Vicario.
| Puntata | Messa in onda     | Sede                                         | Ospiti | Ascolti        | Ascolti | Fonte                |
| Puntata | Messa in onda     | Sede                                         | Ospiti | Telespettatori | Share   | Fonte                |
| ------- | ----------------- | -------------------------------------------- | --- | -------------- | ------- | -------------------- |
| 1       | 29 settembre 2001 | PalaTerme di Montecatini Terme               | Adriano Celentano, Geri Halliwell, Manuela Arcuri, Daniela Ferolla, Bud Spencer, Velvet                                              | 7 224 000      | 36,94%  | [ 4 ] [ 5 ]          |
| 2       | 10 ottobre 2001   | PalaFiera di Forlì                           | Alba Parietti, Christopher Lambert, Paolo Villaggio, Gioele Dix, Nina Morić, Orchestra Casadei, Irene Grandi, Neffa, Edoardo Bennato | 6 840 000      | 26,45%  | [ 7 ] [ 8 ]          |
| 3       | 13 ottobre 2001   | Centro Affari di Arezzo                      | Enrique Iglesias, Antonello Venditti, Jamiroquai, Tiromancino, Paulina Rubio, Ric e Gian, Umberto Guidoni                            | 6 611 000      | 33,42%  | [ 9 ] [ 10 ]         |
| 4       | 20 ottobre 2001   | Palazzetto dello Sport di Foligno            | Michele Placido, Alexia, Al Bano, Pooh, Terence Hill, Marco Tardelli, Paolo Rossi, Nancy Brilli, Carlo Conti                         | 7 338 000      | 36,80%  | [ 11 ] [ 12 ]        |
| 5       | 27 ottobre 2001   | Palazzetto dello Sport di Bassano del Grappa | Mickey Rourke, Zucchero, Raf, Michele Zarrillo, Paola Barale, Remo Girone                                                            | 7 259 000      | 36,31%  | [ 12 ] [ 13 ]        |
| 6       | 3 novembre 2001   | PalaStampa di Torino                         | Ron, Andrea Bocelli, Valeria Rossi, Nelly Furtado, The Corrs, Divino Otelma, Martina Colombari, Don Lurio                            | 7 294 000      | 38,37%  | [ 14 ] [ 15 ]        |
| 7       | 10 novembre 2001  | PalaDozza di Bologna                         | Renato Zero, Cher, Biagio Antonacci, Piccolo Coro dell'Antoniano, Gigi e Andrea, Elenoire Casalegno                                  | 8 275 000      | 41,18%  | [ 16 ] [ 17 ]        |
| 8       | 17 novembre 2001  | PalaDesio di Desio                           | Giovanni Trapattoni, Lucio Dalla, 883, Ark, Simona Ventura                                                                           | 7 668 000      | 40,26%  | [ 18 ] [ 19 ]        |
| 9       | 24 novembre 2001  | Fiera di Cagliari                            | Sting, Mariah Carey, Laura Pausini, Andrea Parodi                                                                                    | 8 108 000      | 39,89%  | [ 20 ] [ 21 ]        |
| 10      | 1º dicembre 2001  | PalaRossini di Ancona                        | Vasco Rossi, Eros Ramazzotti, Kylie Minogue, Lorella Cuccarini, Pippo e Mario Santonastaso, Natasha Stefanenko                       | 8 802 000      | 43,83%  | [ 22 ] [ 23 ]        |
| 11      | 8 dicembre 2001   | Palazzetto dello Sport di Andria             | Henry Winkler, Little Tony, Pino Daniele, Alberto Tomba, Francesco Giorgino, Stefania Orlando                                        | 8 501 000      | 42,38%  | [ 24 ] [ 25 ] [ 26 ] |
| 12      | 15 dicembre 2001  | PalaSele di Eboli                            | Gigi D'Alessio, Roberta Capua, Riccardo Cocciante, Anastacia, Bruno Vespa, Zuzzurro e Gaspare, Anna Valle                            |                |         | [ 27 ]               |
| 13      | 22 dicembre 2001  | Palazzetto dello Sport di Palermo            | Christian De Sica, Massimo Boldi, Fichi d'India, Raf, Pippo Baudo                                                                    | 8 756 000      | 42,71%  | [ 28 ] [ 29 ] [ 30 ] |
| 14      | 29 dicembre 2001  | PalaPentimele di Reggio Calabria             | Enzo Jannacci, Mino Reitano, Massimo Ranieri, Mago Forest, Riccardo Fogli, Milly Carlucci, Detroit Gospel Singers                    | 9 193 000      | 45,10%  | [ 31 ] [ 32 ]        |
| 15      | 6 gennaio 2002    | PalaTerme di Montecatini Terme               | Raffaella Carrà, Jovanotti, Zucchero, Biagio Antonacci, Lucio Dalla, Sabrina Ferilli, Nomadi, Carlo Conti, Michele Cucuzza           | 11 961 000     | 48,10%  | [ 33 ] [ 34 ] [ 35 ] |

### Terza edizione (2003-2004)
Anche nella terza edizione il programma era abbinata alla Lotteria Italia. Entravano nel cast il comico Carlo Pistarino, la ballerina Julia Smith e le modelle Camilla Sjoberg e Debbie Castaneda. La parte musicale, come le altre edizioni, era curata da Paolo Belli con la sua Big Band. Anche questa edizione era itinerante.
| Puntata | Messa in onda     | Sede                                         | Ospiti | Ascolti        | Ascolti     | Ascolti        | Ascolti       | Fonte         |
| Puntata | Messa in onda     | Sede                                         | Ospiti | Prima parte    | Prima parte | Seconda parte  | Seconda parte | Fonte         |
| Puntata | Messa in onda     | Sede                                         | Ospiti | Telespettatori | Share       | Telespettatori | Share         | Fonte         |
| ------- | ----------------- | -------------------------------------------- | --- | -------------- | ----------- | -------------- | ------------- | ------------- |
| 1       | 27 settembre 2003 | PalaTerme di Montecatini Terme               | Mario Cipollini, Alberto Fortis, Giovanni Trapattoni, Eros Ramazzotti, Gigi Proietti (in collegamento) | 8 364 000      | 35,09%      | 5 363 000      | 35,59%        | [ 36 ] [ 37 ] |
| 2       | 4 ottobre 2003    | Palazzetto G. Paternesi di Foligno           | Giorgia, Anna Valle, Tiberio Timperi, Sergio Caputo, Paola Cortellesi, Paolo Bonolis, Vincenzo Mollica | 7 888 000      | 33,78%      | 5 064 000      | 33,38%        | [ 38 ] [ 39 ] |
| 3       | 12 ottobre 2003   | 105 Stadium di Rimini                        | Luciano Pavarotti, Francesco Nuti, Antonello Venditti, Anna Falchi, Paolo Cevoli, DJ Francesco, Marco Masini, Giuseppe, Carmine e Agostino Abbagnale, Natasha Stefanenko, Moira Orfei                                 | 7 352 000      | 27,99%      | 4 140 000      | 29,28%        | [ 40 ] [ 41 ] |
| 4       | 18 ottobre 2003   | PalaBigot di Gorizia                         | R.E.M. Raffaella Carrà, Massimo Ceccherini, Sebastiano Somma, Luisa Corna, Amii Stewart | 8 169 000      | 32,81%      | 4 879 000      | 29,71%        | [ 42 ] [ 43 ] |
| 5       | 25 ottobre 2003   |                                              | | 8 303 000      | 33,56%      | 5 772 000      | 34,80%        | [ 44 ]        |
| 6       | 1º novembre 2003  | Palazzetto dello Sport di Bassano del Grappa | Sophia Loren, Phil Collins, Nek, Lucio Dalla, Mariano Apicella, Fernanda Lessa, Paolo Rossi, Cesare Ragazzi, Daniel McVicar                                                                                           | 8 056 000      | 30,87%      | 5 433 000      | 31,74%        | [ 45 ] [ 46 ] |
| 7       | 8 novembre 2003   | Fiera di Cagliari                            | Sting, Renato Zero, Pupo, Tiziano Ferro, Nina Morić, Raz Degan, Kasia Smutniak, Las Balentes, Benito Urgu, Pippo Baudo (in collegamento)                                                                              | 8 819 000      | 34,38%      | 5 902 000      | 34,34%        | [ 47 ] [ 48 ] |
| 8       | 15 novembre 2003  | Mazda Palace (Genova) di Genova              | Mike Bongiorno, Antonella Clerici, Marcello Lippi, Simply Red, Gigi D'Alessio, Michele, Silvan | 8 421 000      | 33,26%      | 5 381 000      | 32,98%        | [ 49 ] [ 50 ] |
| 9       | 22 novembre 2003  | PalaTedeschi di Benevento                    | Kylie Minogue, Nomadi, Alessandro Benvenuti, Marcus, Elena Sofia Ricci | 7 790 000      | 30,45%      | 5 339 000      | 30,43%        | [ 51 ] [ 52 ] |
| 10      | 29 novembre 2003  | PalaCatania di Catania                       | Carmen Consoli, Maria Grazia Cucinotta, Pino Caruso, Lino Banfi, Paolo Limiti, Aventura, Walter Nudo, Luciano Gaucci                                                                                                  | 7 577 000      | 29,40%      | 5 083 000      | 31,49%        | [ 53 ] [ 54 ] |
| 11      | 6 dicembre 2003   | PalaPentimele di Reggio Calabria             | Peter Falk, Lucio Dalla, Franco Califano, Daniele Liotti, Bud Spencer, Max Tortora | 7 870 000      | 31,71%      | 5 346 000      | 30,09%        | [ 55 ] [ 56 ] |
| 12      | 13 dicembre 2003  | Palazzetto dello Sport di Andria             | Gérard Depardieu, Arturo Brachetti, Fabio Concato, Anna Oxa, Lilli Gruber, Lorenzo Ciompi, Cristiano Malgioglio | 8 096 000      | 32,63%      | 5 581 000      | 31,65%        | [ 57 ] [ 58 ] |
| 13      | 20 dicembre 2003  | PalaRossini di Ancona                        | Renato Zero, Luca Barbareschi, Massimo Boldi, Christian De Sica, Aldo Biscardi, Vincenzo Salemme, Alena Šeredová, Articolo 31, Roberto Farnesi, Loredana Bertè, Linda Batista, Bruno Vespa, Fichi d'India, Enzo Salvi |                |             |                |               | [ 59 ] [ 60 ] |
| 14      | 27 dicembre 2003  | PalaDozza di Bologna                         | | 9 833 000      | 41,11%      | 6 893 000      | 48,61%        | [ 61 ] [ 62 ] |
| 15      | 6 gennaio 2004    | Mazda Palace (Milano) di Milano              | Claudio Baglioni, Enzo Jannacci, Giancarlo Giannini, Martina Colombari, Stefania Orlando, Marta Marzotto, Milly Carlucci, Pavel Nedvēd, Alessandro Del Piero                                                          | 11 324 000     | 41,67%      | 5 960 000      | 40,17%        | [ 63 ] [ 64 ] |